# Fadil Hoxha
Fadil Hoxha (Đakovica, 16. ožujka 1916. – Priština, 22. travnja 2001.), bio je kosovski albanski političar. 
Govorilo se da je daleki rođak albanskog političara Envera Hoxhe.

## Životopis
Rodio se 1916. u kosovskom gradiću Đakovici. 
Kao mladić otišao je iz rodne Đakovice u Albaniju da bi mogao na materinskom albanskom jeziku pohađati srednju školu, jer u Kraljevini Jugoslaviji nije bilo takve škole. Školovao se u Skadru te poslije u Elbasanu. U Albaniji se je pridružio komunističkoj ćeliji gdje je izložen marksističkim i lenjinističkim idejama.
Na rodno se Kosovo vratio 1941. godine. Ondje je radio kao učitelj. Iste je godine napustio to mjesto. Postao je jednim od osnivača komunističkog partizanskog pokreta na Kosovu. Za kratko je vrijeme napredovao u zapovjednoj strukturi te je postao zapovjednikom, vodeći bataljune koji su se sastojali uglavnom od kosovskih Albanaca koji su se borili protiv talijanske okupacije na Kosovu te nakon pada Italije, protiv njemačke okupacije Kosova.
Zalagao se da kosovski komunisti prihvate rezoluciju Bujanske konferencije 1943., kojom se izrazilo želju da Kosovo bude proglašeno neovisnim i ujedinjeno s Albanijom. Na srpski pritisak KPJ je poništila rezoluciju, što je sve rezultiralo da je jedno vrijeme bio marginaliziran u partiji nakon rata 1945. te vraćanjem Kosova unutar Srbije uz ograničeni stupanj autonomije.
Nakon rata obnašao je visoke političke dužnosti. Bio je prvim predsjednikom AO Kosova i Metohije od 11. srpnja 1945. do 20. veljače 1953. godine. Na dužnosti predsjednika ga je naslijedio Ismet Saqiri. U istom je razdoblju bio prvim premijerom AO Kosova i Metohije, a na dužnosti premijera naslijedio ga je Ali Shukria. 
Hoxhin je politički utjecaj u KPJ odnosno SKJ narastao 1960-ih godina, osobito nakon pada srbijanskog tvrdolinijaša Aleksandra Rankovića, kad ga je dao smijeniti Josip Broz Tito. Do tada, Ranković je bio zloglasan po progonima Albanaca i svoj represiji prema njima. Partija je to poslije kritizirala. Hoxha se borio da Kosovov ustavni status napreduje, što se odrazilo u nizu ustavnih reforma u Jugoslaviji. Vrhunac je bio ustav SFRJ iz 1974., koji je Kosovu dao status skoro u potpunosti jednak republičkom, osim što je za razliku od republika, bio autonomnom pokrajinom SR Srbije.
1967. je postavljen u predsjedništvo SKJ. Dužnost predsjednika SAP Kosova obnašao je ponovo od 24. lipnja 1967., naslijedivši na tom položaju Stanoja Akšića. Predsjednikom je bio do 7. svibnja 1969., kad je na njegovo mjesto došao Ilaz Kurteshi.
Hoxha se borio za povećanje federacijske pomoći i programa razvitka Kosova, što je dovelo do naglog industrijaliziranja Kosova tijekom 1960-ih i 1970-ih. Političkim se putem i na ine načine podupirao povećanje kulturnih i obrazovnih ustanova na albanskom jeziku, što je dovelo do osnivanja Sveučilišta u Prištini 1970. te Kosovske akademije znanosti i umjetnosti. Pozivao se na načela "bratstva i jedinstva", vjerujući u potrebu dosezanja nacionalne jednakosti Albanac, Srba i inih naroda na Kosovu i cijeloj ondašnjoj državi.
1974. je godine postao članom Predsjedništva Federacije.
Od 1978. do 1979. bio je dopredsjednik SFRJ. To je bila drugi po snazi politički položaj u socijalističkoj Jugoslaviji, odmah iza Tita. Na toj je dužnosti zamijenio Stevana Doronjskog. Poslije Hoxhe na mjesto dopredsjednika SFRJ došao je Lazar Koliševski.
1981. su ga albanski radikalni nacionalisti kritizirali zbog toga što se protivio demonstracijama 11. ožujka te godine, kad su demonstranti zahtijevali status republike za Kosovo a neki i ujedinjenje Kosova s Albanijom. SKJ je kritizirao Hoxhu i ine kosovske političare zbog propusta u zaustavljanju uspona albanskog nacionalizma i separatizma na Kosovu.
Za vremena uspona Slobodana Miloševića na vlast u Srbiji, Hoxha je postao predmetom političkih napada iako je već bio umirovljen. Napadali su ga etiketirajući ga kao nacionalista i podupiratelja separatizma. Isključen je iz SKJ a 1991. su mu vlasti Slobodana Miloševića sudile za izdaju.
Iako već u poodmakloj dobi, preživio je 1999. rat na Kosovu. Tijekom rata ostao je na Kosovu skrivajući se sve do kraja. Umro je prirodnom smrću 2001. godine. Pokopan je uz počasti u rodnoj Đakovici.
Za života je objavio svoj ratni dnevnik Kur pranvera vonohet (Kad je kasno proljeće) (Priština: Rilindja, 1980.) i trosveščanu zbirku govora i članaka Jemi në shtëpinë tonë (Ovo je naš dom) (Priština: Rilindja, 1986.). Obje su izdane na srpskom i na turskom, pored izvornika na albanskom. 2010. je objavljena autobiografija temeljena na razgovorima s njime koje su vodili Veton Surroi i Vetonov otac Rexhai Surroi pod naslovom Fadil Hoxha në vetën e parë (Fadil Hoxha u prvoj osobi), (Priština: Koha, 2010.).

## Odlikovanja
Proglašen je za narodnog heroja. Nosilac je Partizanske spomenice 1941.